# Santa Maria del Vilet
L'església de Santa Maria del Vilet és al petit nucli de població del Vilet, a l'extrem de ponent.

## Història
El lloc de Vilet, anomenat antigament «Vilamanyanor» o «Vilamanyor» és esmentat documentalment des de l'any 1078. L'església de Santa Maria del Vilet, com a sufragània de la parròquia de Sant Martí de Maldà, era inclosa dins el bisbat de Vic, el bisbe del qual, entre els anys 1146 i 1154, la cedí a la mitra de Tarragona. A través de la parròquia de Maldà, depengué de la canònica de Sant Vicenç de Cardona. Consta que el 1183 Guerau de Maldà, rector de Maldà, tenia cura també de les esglésies de Sant Martí de Maldà, Belianes, l'Espluga Calba, Castellsalvà i el Vilet. De la destrucció de l'any 1936 se salvà una imatge de pedra policromada de la Mare de Déu amb l'Infant, del segle xiv i atribuïda a Guillem Seguer. Aquesta imatge era venerada com a santa Anna. Juntament amb aquesta escultura s'hi troba un sarcòfag gòtic amb les armes dels Pinós i dels Alemany. L'any 1808 fou construïda la rosassa situada damunt de la porta.

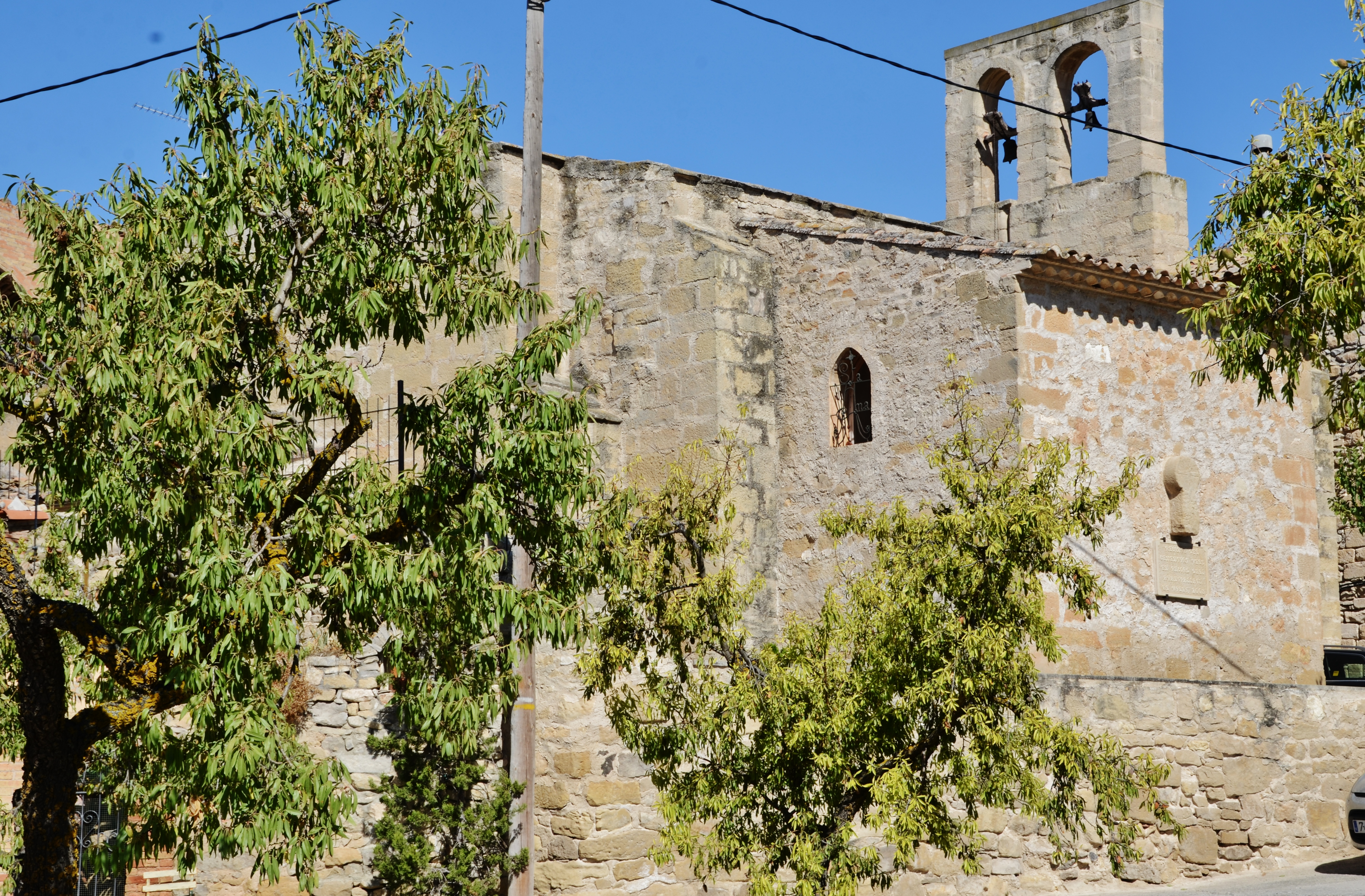
Santa Maria del Vilet (2013)

## Arquitectura
És un edifici tardà que es considera del segle del segle xiii. Bastit amb una única nau nau coberta de voltes de creueria, capçada al nord-est per un transsepte obert a la nau mitjançant arcs apuntats sense absis diferenciat. Planta de creu llatina. A la façana principal, mostra de les successives transformacions, hi ha una portalada d'arc de mig punt del segle xix sobre la qual hi ha una rosassa de grans dimensions de factura altmedieval i un campanar d'espadanya amb dos espais de mig punt afegit posteriorment, ja que s'observa una cornisa encastada al mur que devia formar part del ràfec de l'antiga coberta romànica de dues aigües. L'aparell ha estat fet amb carreus regulars de mides mitjanes disposats en filades uniformes.
El sarcòfag, situat prop de la portalada gòtica, conserva tant la seva caixa com la tapa. A la cara frontal de la caixa presenta uns alts relleus en forma d'escuts envoltats per arcs ogivals. D'esquerra a dreta hi ha dos escuts de la família dels Alemany i un escut de la família dels Pinós. A continuació hi ha un escut no identificat i finalment un altre escut dels Alemany. La tapa presenta una coberta de dues vessants, decorada també amb escuts heràldics. Hi ha una seqüència de tres escuts, el primer de més a la dreta de la família Alemany, el següent de la família Toralla i el tercer no és identificat.